# Radioåret 1927

## Händelser

### Januari
- 22 januari - För första gången sänds en fotbollsmatch i brittisk radio, då BBC sänder matchen Arsenal FC-Sheffield United i engelska Division I på Highbury i London i England i Storbritannien. Matchen slutar 1-1.[1]

### Mars
- 4 mars - Den första sändningen från stadiostationen Wileńskie Biuro Radiotechniczne i Vilnius genomförs.[2]
- 15 mars
  - Europas starkaste radiosändare tas i drift i Motala. Radiotjänsts program kan nu höras i hela Syd- och Mellansverige [3].
  - Den privata radiostationen i Linköping upphör med sin verksamhet.
- 31 mars - Philips gör en "publicitetskupp" drottning Wilhelmina av Nederländerna talar till befolkningen i nederländska besittningar via en PCJ-sändare.[4]

### April
- 23 april - Då Cardiff City FC slår Arsenal FC med 1–0 på Wembley Stadium i FA-cupfinalen [5] sänds finalen för första gången i radio.[6] p

### Maj
- 6 maj - Den första radiosändningen i Turkiet börjar, från en station i Istanbul [7].

### Juli
- 1 juli - 23 radiostationer i Kanada genomför tillsammans den första Kanada-omfattande radiosändningen, under diamantjubiléet för den Kanadensiska konfederationen.[8]

### September
- 18 september: Columbia Phonographic Broadcasting System lanseras till 16 radiostationer i USA[9]

### Okänt datum
- Under året startas två privata radiostationer i Sverige. Tidigare fanns 22, så med den nedlagda i Linköping återstår 23.
- Sverige har flest sändarstationer i Europa [10].

## Radioprogram

### BBC
- BBC bedriver försöksverksamhet med skolradio i 62 utvalda skolor i grevskapet Kent.

### Sveriges Radio
- 27 augusti - premiär för "Aktuellt föredrag", i fortsättningen en fast programpunkt på lördagarna.

### Fotnoter
1. ↑  "Radio football down the years", Audrey Adams, BBCSport.co.uk
2. ↑  First Radio Broadcast in Vilnius
3. ↑  20:e århundrades När Var Hur - 1927, Bernt Himmelstedt, Forum, 1999
4. ↑  http://www.bureauafrique.nl/autresdepartements/africa/Radionetherlandsturns60/aboutrnw_history#founding Arkiverad 28 februari 2009 hämtat från the Wayback Machine. Official history of Radio Netherlands
5. ↑  "King and 90,000 See Welsh Eleven Win", New York Times, April 24, 1927, pV-1
6. ↑  Doug Lennox, Now You Know Soccer  (Dundurn Press Ltd., 2009)
7. ↑  "Historical Background of Radio and Television Broadcasting in Turkey"[död länk], Office of the Prime Minister (Turkey), Directorate General of Press and Information (June 2010)
8. ↑  http://archives.cbc.ca/on_this_day/07/01/ CBC digital archive
9. ↑  
Radio Digest, September 1927, quoted in: McLeod, Elizabeth (September 20, 2002). CBS—In the Beginning, History of American Broadcasting. Läst 1 januari 2007. De 16 stationerna:
WOR i Newark;
WAIU (now WTVN) i Columbus, Ohio;
WCAO i Baltimore; 
WCAU (now WPHT) i Philadelphia; 
WEAN (now WPRV) i Providence;
WFBL i Syracuse;
WGHP (now WXYT (AM)) i Detroit;
WJAS i Pittsburgh; 
WKRC i Cincinnati;
WMAK (now WBEN (AM)) i Buffalo-Lockport;
WMAQ i Chicago;
WNAC (now WRKO) i Boston;
WOWO in Fort Wayne, Indiana;
KMOX i Saint Louis; och KOIL (now KKAR) i Council Bluffs, Iowa.
10. ↑  ”Radio- och ljudhistoria”. Sveriges Radio. Arkiverad från originalet den 4 februari 2011. https://web.archive.org/web/20110204095442/http://sverigesradio.se/sida/artikel.aspx?programid=2365&artikel=698051. Läst 4 mars 2011.